# Hoàng Xuân Việt
Hoàng Xuân Việt tên thật là Nguyễn Tùng Nhân (sinh 13 tháng 8 năm 1928 tại Vĩnh Thành, Bến Tre, mất ngày 20 tháng 7 năm 2014) là một học giả, nhà văn, dịch giả, nhà ngôn ngữ học, nhà giáo dục và là một nhà hùng biện. Ông tốt nghiệp cao học tại trường Đại chủng viện Saint Joseph và Saint Sulpice. Ông còn theo học và nghiên cứu chuyên sâu những môn triết học, thần học, xã hội học, phụ nữ học, thiên văn học và năng lực hạnh tâm. Ông có thể sử dụng thành thạo tiếng Hi Lạp, La Tinh, Hán Nôm, Anh, Pháp, Bồ Đào Nha. Hoàng Xuân Việt từng đảm nhiệm vị trí hiệu trưởng của Trường Nhân Xã Học Làm Người (1966 – 1975), Trường Hán Nôm Học Làm Người Nguyễn Trãi (1993 – 2001), và là tác giả của 373 đầu sách trong nhiều lĩnh vực. Cùng với Nguyễn Hiến Lê, Nguyễn Duy Cần, Phạm Cao Tùng, ông là một trong bốn học giả nổi bật trong loại sách "học làm người".

## Tiểu sử và sự nghiệp
Học giả Hoàng Xuân Việt sinh ngày 13 tháng 8 năm 1920 tại Vĩnh Thành, Bến Tre. Từ năm 11 tuổi, ông đã theo học tại các chủng viện Công giáo với mong muốn trở thành linh mục. Từ năm 18 tuổi, ông bắt đầu viết những cuốn sách như: Đức tự chủ, Ngón thần để luyện lâm, Đức điềm tĩnh,... Trong khoảng từ năm 1950 – 1957, ông đã viết khoảng 9 tác phẩm. Ngày 29 tháng 6 năm 1957 theo lịch định là ngày ông được thụ phong linh mục, tuy nhiên lễ thụ phong này bị hoãn lại, vì trước đó 2 ngày, cuốn sách Rèn nhân cách của ông được xuất bản mà chưa thông qua Giám mục Ngô Đình Thục.
Năm 2005, ông sang định cư tại Hoa Kỳ, rồi về lại Việt Nam. Ông mất ngày 20 tháng 7 năm 2014 tại nhà riêng tại Thành phố Hồ Chí Minh 

### Một số tác phẩm
Sách học làm người
| - Rèn nhân cách. Khai Trí. 1972. - Sống trí thức. Sống Mới. - Người tánh tốt. Khai Trí. 1970. - Đức điềm tĩnh: thuật gây uy tín và gieo ảnh hưởng. Thanh Niên. 2005. - Sống trên trung bình. Khai Trí. 1970. - Hành trang vào đời. Thanh Niên. 2002. - Nên thân và yên tâm (sống người và sống nhàn). Thanh Tân. 1972. - Thuật sống dũng. Sống Mới. - Luyện trí nhớ. Khai Trí. 1972. | - Một nghệ thuật sống. Văn Hoá. - Thinh lặng cũng là hùng biện. Văn Hoá. - Thành bại đều do tổ chức. Đồng Tháp. - Muốn thuyết phục. Khai Trí. - Chữ tín trước đã. Văn hóa Thông tin. 2005. - Lòng băng tuyết. Sống mới. - Sen giữa lầy. Sống mới. - Gương thầy trò: phân lý và tổng hợp triết lý tình thầy trò. Văn hóa. 1995. - Người bản lĩnh. Thanh niên. 2001. |

| Thơ - Tập thơ Hoàng Xuân Việt. 2010. Lịch sử - Tìm hiểu lịch sử chữ Quốc ngữ. Văn hóa Thông tin. 2007. - Lược sử triết học phương Đông - Tổng lược triết sử. Tổng hợp. 2004. Triết học - Lược sử triết học Đông phương. Khai Trí. 1968. - Lược sử triết học Tây phương. Khai Trí. Văn hóa - Xã hội - Tôn giáo - Xem quả biết cây – khoảng 400tr - Việt Nam học Thiên Chúa giáo – khoảng 500tr | Từ điển - Từ điển văn nghệ sĩ Hy Lạp La Tinh. - Từ điển Thần học Thiên Chúa giáo. - Bách khoa danh ngôn từ điển. Khai Trí. - Hoàng Xuân Việt, Thanh Lãng và Đỗ Quang Chính. Từ điển Việt- Bồ-La. - Bách khoa danh ngôn từ điển: văn minh nhân loại. Nhà xuất bản thành phố Hồ Chí Minh. 1992. Đạo đức học liên tôn - Đức Tin nhập lưu văn hóa – khoảng 1000tr - Chủ chăn thứ thiệt - khoảng 400tr - Gương Thầy Trò - Sống Mới xuất bản 1973 - Hùng Biện Thánh (Phương pháp thuyết giảng Liên Tôn) khoảng 600tr - Học Không Đủ Làm Ông Vua Con - Thở hơi Đấng hà hơi - Hạch toán tâm lý và lý tưởng các loại Tu Hành – 300tr Khoa học - Những phát minh khoa học Tư tưởng - 4000 câu "Bật Não Sống" (Tư tưởng cô động) khoảng 1500tr |